# Rocket Propulsion Establishment

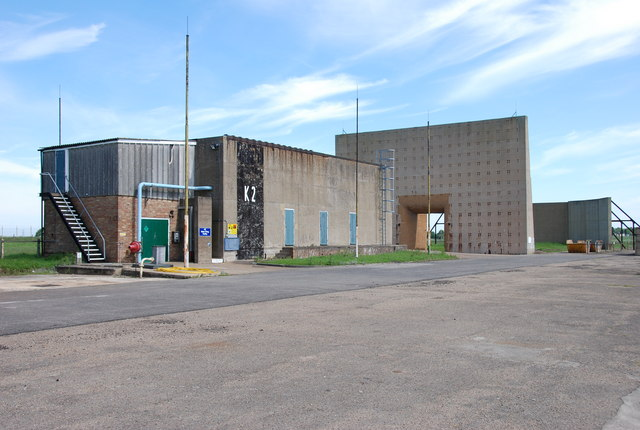
O prédio de testes de motores de foguete K2, parte do antigo RPE.

O Rocket Propulsion Establishment (RPE), foi um centro de pesquisas de propulsão aeroespacial, localizado em Westcott, Buckinghamshire. Originalmente, aquela área 
era um campo de aviação (RAF Westcott) da Segunda Guerra Mundial. Este centro de pesquisas fez muitas contribuições importantes na área de propulsão de foguetes, 
tais como: o míssil Blue Streak e o projeto Chevaline. Este centro foi conhecido também como: Guided Projectiles Establishment e PERME Westcott 
(Propellants, Explosives and Rocket Motor Establishment, Westcott).
Criado em 1946 pelo Ministry of Supply, responsável pelo abastecimento das três forças armadas britânicas. Nos primeiros anos, cientistas alemães trabalharam lá e 
exemplares de armas alemãs foram estudados, incluindo: a V-1; a V-2; o avião foguete Messerschmitt Me 163; o míssil Wasserfall, entre outros.
A sua intenção na época era concentrar e desenvolver todo o conhecimento e tecnologias associadas a armas guiadas e sistemas de propulsão necessários ao Exército
e a Marinha britânicos.
Durante as décadas de 50 e 60, o RPE se concentrou no projeto e desenvolvimento de motores de foguete, e foi responsável pela maioria dos motores usados
pelos mísseis guiados e foguetes de sondagem britânicos.
Em 1984, esses projetos foram repassados ao Royal Aircraft Establishment, sob o controle do Royal Ordnance Factories, e em 1987, passou ao setor privado com
a British Aerospace.